# Lúcio Minúcio Esquilino Augurino
Lúcio Minúcio Esquilino Augurino (em latim: Lucius Minucius Esquilinus Augurinus) foi um político da gente Minúcia nos primeiros anos da República Romana eleito cônsul em 458 a.C. com Caio Náucio Rutilo. Foi também eleito decênviro no Segundo Decenvirato em 450 a.C.

## Consulado
Lúcio Minúcio foi cônsul em 458 a.C. juntamente com Caio Náucio Rutilo. Os dois tiveram que enfrentar duas questões importantes: o processo contra Marco Volscio Fittore, contestado pela plebe, e a já antiga lex Terentilia, contestada pelos patrícios. A batalha política se deteriorou com a entrada em cena do questor Tito Quíncio Capitolino, que perseguia Volscio, o acusador de seu neto. No campo oposto, o tribuno da plebe Aulo Virgínio se destacou como o mais ferrenho defensor da Lex Terentilia.
Para estudarem a lei, foram concedidos aos cônsules dois meses de tempo, durante os quais irromperam guerras contra os sabinos e os équos. Enquanto Caio Náucio liderava as operações contra os sabinos, a Minúcio coube atacar os équos, que estavam acampados perto de Túsculo. Ele acampou perto dos inimigos, mas não tomou a iniciativa e acabou cercado por ele. Suas legiões só foram salvas pela rápída intervenção de Cincinato, que fora nomeado ditador no dia anterior ao cerco. Durante a noite, Cincinato cercou os équos que cercavam o exército de Minúcio, forçando os équos a lutarem em duas frentes. Foi durante a Batalha do Monte Algido que uma derrota certa para os romanos se transformou numa vitória.
Os équos, apesar de terem violado o tratado de paz firmado no ano anterior, foram poupados, mas tiveram que passar sob o jugo (uma grande humilhação), enquanto seus comandantes foram presos e levados a Roma para o triunfo de Cincinato, que dividiu os ricos espólios da batalha somente entre os seus soldados que vieram resgatar as forças de Minúcio, que foi, por sua vez, destituído do cargo de cônsul e tornou-se um simples legado.

## Decenvirato
Em 450 a.C., Lúcio Minúcio foi eleito um dos decênviros do Segundo Decenvirato, que, apesar de produzir aquilo que estabelecia seu mandato original, a reforma do ordenamento legal romano através da criação da Lei das Doze Tábuas, foi caracterizado por um forte viés anti-popular e autoritário, tanto que os magistrados chegaram a ultrapassar os limites de seus mandatos.
No escopo da luta contra os sabinos e équos, Lúcio Minúcio, com seus colegas decênviros Marco Cornélio Maluginense, Tito Antônio Merenda, Cesão Duílio Longo e Marco Sérgio Esquilino, foi enviado para conduzir as operações contra os équos que, como de costume, ocorreu perto do monte Álgido. Entre seus próprios estava Lúcio Vergínio, futuro tribuno da plebe, e pai e assassino da filha Vergínia.
Em 449, depois de re-estabelecidas as prerrogativas dos tribunos da plebe pelos cônsules Lúcio Valério Potito e Marco Horácio Barbato, Lúcio Minúcio foi acusado pelos tribunos de ações ilegais durante seu decenvirato e, por isto, foi exilado e teve seus bens confiscados.